# Craugastor gulosus
Craugastor gulosus is een kikker uit de familie Craugastoridae. De soort werd voor het eerst wetenschappelijk beschreven door Edward Drinker Cope in 1875. Oorspronkelijk werd de wetenschappelijke naam Lithodytes gulosus gebruikt. De soort komt voor in Costa Rica en Panama.
Deze soort leeft in de Cordillera de Talamanca in Costa Rica en westelijk Panama op hoogtes van 1000 tot 1870 meter, onder meer in Internationaal park La Amistad en Reserva Forestal La Fortuna. Habitatverlies door landbouw, veegrond en bosbouw is de voornaamste bedreiging. In 2008 werd de soort waargenomen bij Cerro Frio aan de Caribische zijde van de Cordillera de Talamanca in het Panamese deel van La Amistad. Er zijn geen recente waarnemingen in Costa Rica, ondanks diverse expedities in de regio. Hierdoor de IUCN-classificatie van Craugastor gulosus in 2014 verhoogd van "bedreigd" naar "kritiek".